# Barbana (isola)
Barbana (in friulano Barbane) è un'isola posta all'estremità orientale della laguna di Grado, sede di un antico santuario mariano.

## Descrizione
Estesa su circa tre ettari e distante circa cinque chilometri da Grado, è abitata in modo stabile da una comunità di monaci benedettini. Il suo nome deriva probabilmente da Barbano, un eremita del VI secolo che viveva nel luogo e che raccolse attorno a sé una comunità di monaci. Le origini dell'isola sono relativamente recenti: la laguna di Grado si è infatti formata tra il V e il VII secolo su di un'area precedentemente occupata dalla terraferma. Il luogo ospitava, in epoca romana, un tempio di Apollo Beleno e, probabilmente, l'area destinata alla quarantena del vicino porto di Aquileia.
Un piccolo bosco si estende sul lato occidentale dell'isola e ne copre più della metà della superficie: le essenze più diffuse sono i bagolari, i pini marittimi, le magnolie, i cipressi, gli olmi. L'isola è collegata a Grado da un regolare servizio di traghetti, con partenza dal Canale della Schiusa (il viaggio richiede circa 20 minuti di navigazione) ed è inoltre dotata di un piccolo porto e può essere raggiunta anche con mezzi privati.

## Il santuario
Il santuario presente sull'isola, secondo la tradizione, nacque nel 582. Durante la sua storia fu officiato da diversi ordini monastici. Dal 2020 il santuario è affidato a una congregazione benedettina di fondazione brasiliana.

## Pellegrinaggi

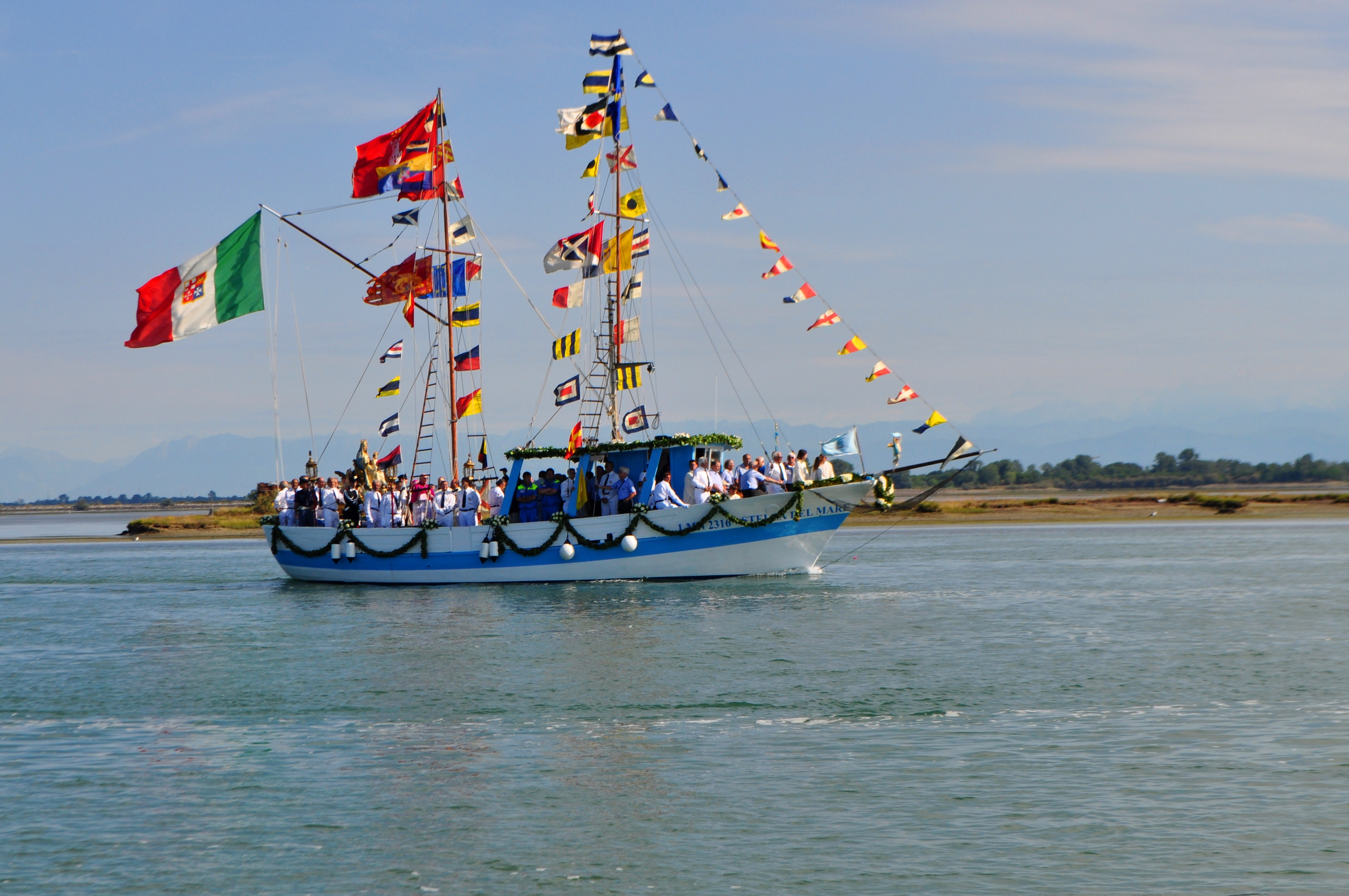
Processione di barche in occasione del Perdon de Barbana

### El Perdòn de Barbana
Il pellegrinaggio più noto è il cosiddetto "Perdòn di Barbana" che si svolge ogni anno nella prima domenica di luglio e prevede una processione di barche imbandierate in laguna da Grado a Barbana. La processione, che inizia di primo mattino, è guidata dalla "Battella", l'imbarcazione che trasporta la statua della Madonna degli Angeli custodita nella basilica di Grado. Nell'occasione viene aperto il ponte girevole che collega Grado alla terraferma e l'autorità civile consegna un dono simbolico alla Madonna. L'origine del pellegrinaggio risale a un voto fatto dalla comunità gradese in seguito alla pestilenza del 1237. Il nome "perdòn" deriva invece dalla consuetudine di accostarsi, nell'occasione, al sacramento della confessione.

### Altri pellegrinaggi

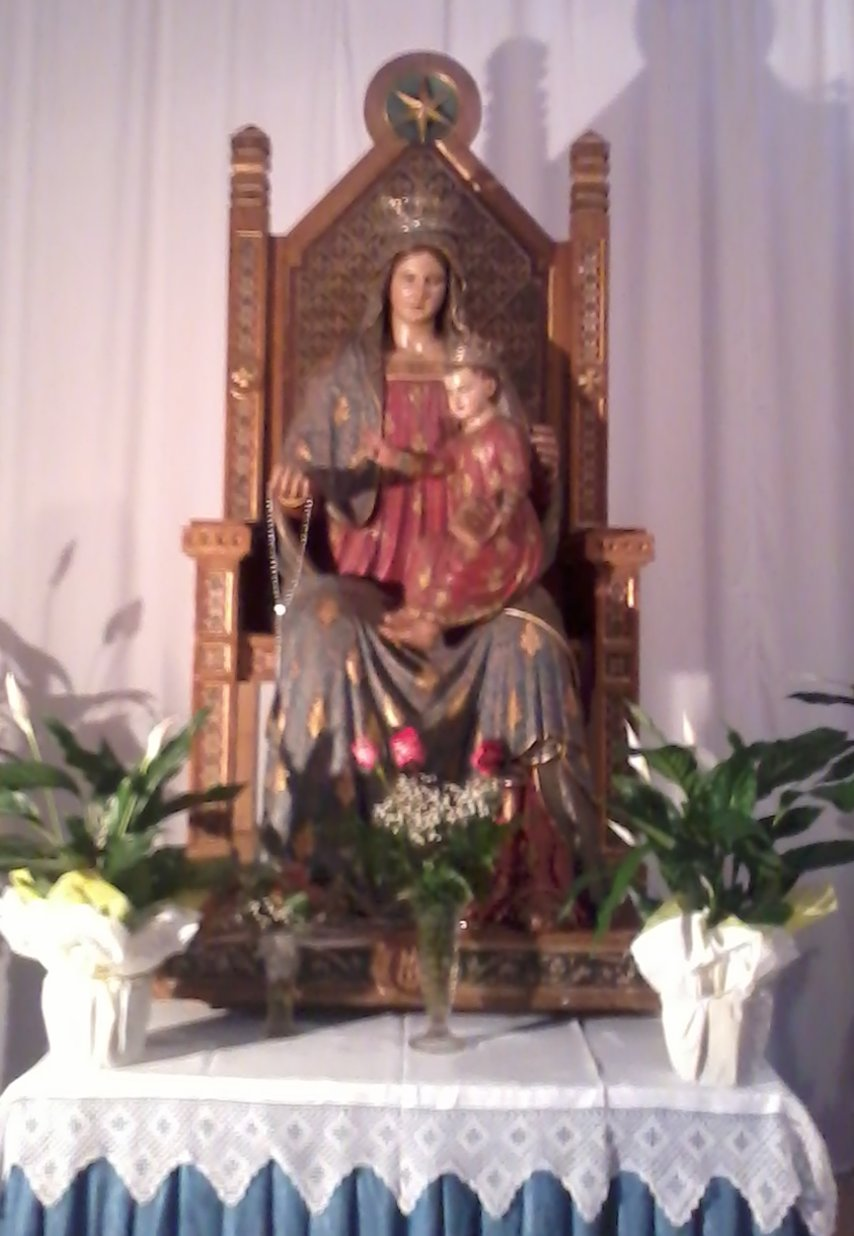
La statua della Madonna di Barbana

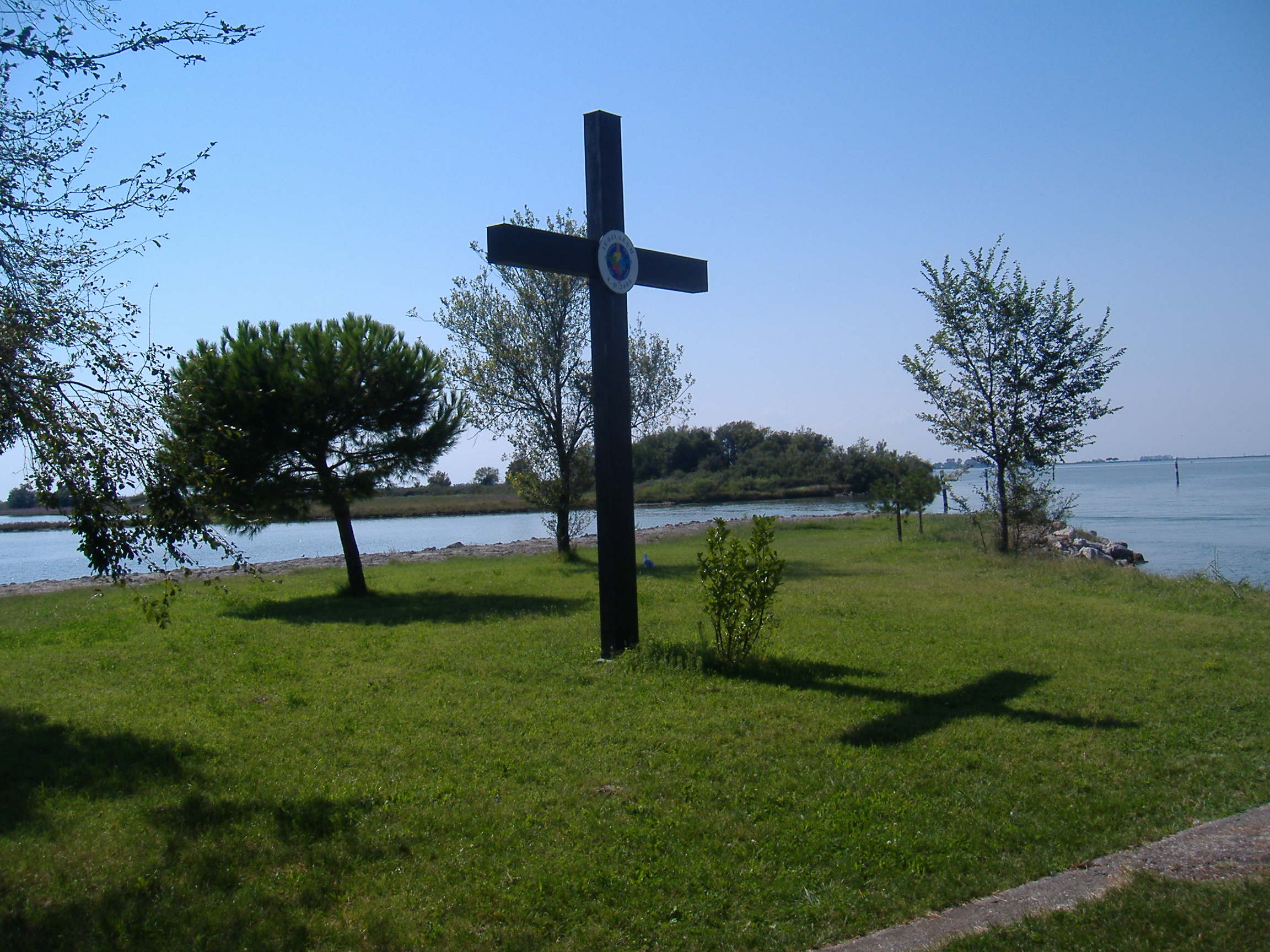
La croce del Giubileo 2000, posta all'ingresso del porto

Il santuario è inoltre meta di numerosi pellegrinaggi provenienti principalmente dai paesi della Bassa Friulana, testimoniati anche da documenti pittorici come, ad esempio, un quadro votivo che ricorda la processione della comunità di Ruda. I pellegrinaggi votivi delle comunità si svolgono prevalentemente dal mese di aprile alla fine di settembre. Numerosi pellegrini partecipano inoltre il 15 agosto e l'8 settembre di ogni anno, in occasione delle festività mariane dell'Assunzione e della Natività, alle due processioni nelle quali la statua della Madonna di Barbana viene portata a spalla per l'isola.
Nei mesi estivi si tengono dei pellegrinaggi notturni all'isola, con partenza al tramonto da Grado. Oltre che dall'Italia, numerosi pellegrini giungono a Barbana anche dall'estero, sia dai Paesi confinanti (Austria e Slovenia), sia da altre parti del mondo e in particolare, in relazione ai figli di emigrati friulani, dal Canada e dall'America del Sud. In rare occasioni, e per brevi periodi, la statua della Madonna di Barbana ha lasciato l'isola. La prima visita a Grado risale al 1863, successivamente la statua è stata portata a Grado e in altre località nel 1913, 1951, 1954, 1963, 1987, 2000 e 2013.